# Cancer du pénis
 Mise en garde médicale

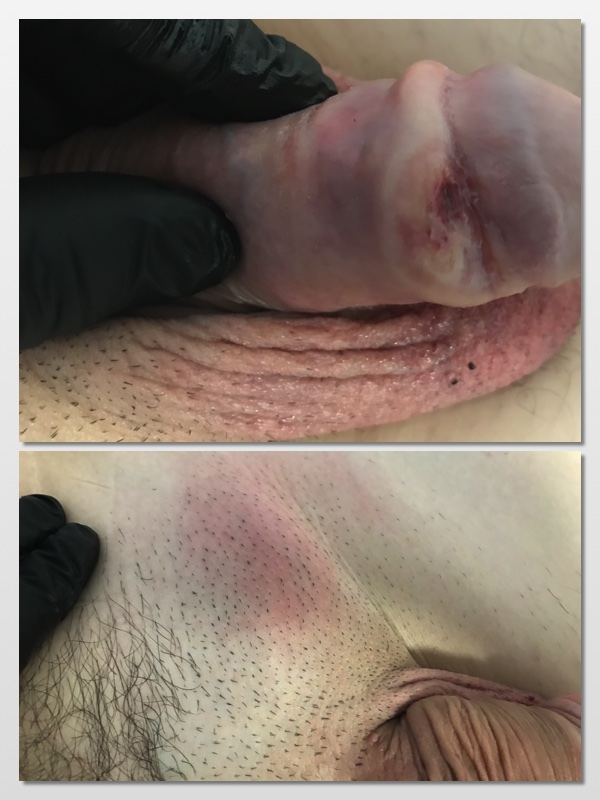
Tumeur du pénis, avec lymphadénopathie inguinale gauche.

L'expression cancer du pénis désigne plusieurs types de tumeur maligne touchant les cellules de la peau du gland (dans un cas sur deux) ou du reste du pénis, ou les tissus (internes) du pénis.
C'est une des pathologies de la verge et un type de cancer dont la prévalence varie considérablement selon les pays, mais dont l'incidence reste rare. En France métropolitaine, pour les cas diagnostiqués entre 2010 et 2015, 79 % des patients de 50 ans et 60 % des patients de 80 ans y ont survécu.
La chimiothérapie par les sels de platine a depuis les années 1970 considérablement modifié le pronostic de cette maladie, qui pourrait encore être amélioré si les patients consultaient plus tôt (le retard diagnostique médian était dans les années 1990 d'environ 7 mois, faisant que dans 20 % des cas le diagnostic est trop tardif pour pouvoir éviter un traitement mutilant).

## Typologies de cancer du pénis
Environ 95 % des cancers touchant le pénis sont des carcinomes épidermoïdes (cancer de la peau).

Dans 5 % des cas il s'agit de carcinome à cellules de Merkel, carcinome à petites cellules (tumeur neuroendocrine cutanée rare), mélanome ou d'autres formes rares de cancer.
En cas de doute sur le diagnostic, une surveillance rigoureuse du patient est recommandée, ainsi qu'un examen (préventif) des partenaires sexuels,,.

## Épidémiologie
Les caractéristiques épidémiologiques de ce cancer varient beaucoup selon les contextes géographiques et sociaux.

### Prévalence
Dans les pays dits développés, les cancers du pénis sont classés parmi les cancers rares (ex. : aux États-Unis, ils comptent pour environ 0,4 à 0,6 % de toutes les tumeurs malignes, avec une incidence annuelle variant de 0,3 à 1 pour 100 000 personnes et par an).
Dans les pays riches, c'est un cancer qui se déclare principalement chez les personnes de plus de 60 ans (avec pic d'incidence vers 80 ans dans les pays riches) ; mais à la fin du XXe siècle dans les pays pauvres jusqu'à 20 % des patients avaient moins de 40 ans au moment du diagnostic.

### Incidence
Le taux de mortalité ajusté sur l'âge (ASIR et ASMR [Standardized mortality ratio] respectivement) a été estimé dans le monde pour ce cancer à 0,80 personne (pour 100 000) et de 0,29 (pour 100 000) en 2020 ; il y aurait eu 36 068 nouveaux cas et 13 211 décès en 2020).

Ces deux institutions n'ont pas décelé de corrélation significative entre ce cancer et l'indice de développement humain, mais notent que « bien que les pays en développement supportent toujours l'incidence et la mortalité les plus élevées du cancer du pénis, l'incidence est en augmentation dans la plupart des pays européens » : 15 pays déclarent une augmentation du TINA pour le cancer du pénis, dont 13 en Europe (Royaume-Uni, Lituanie, Norvège, Estonie, Finlande, Suède, Chypre, Pays-Bas, Italie, Croatie, Slovaquie, Russie et République tchèque) et 2 en Asie (Chine et Israël).
L'incidence de ce cancer varie selon les pays : 

elle est selon l'American Cancer Society de 1 pour 100 000 hommes aux États-Unis (vers 2010), soit plus de deux fois plus élevée qu'en Australie (1 pour 250 000 hommes) qui elle-même en déclare plus que le Danemark (0,82 pour 100 000 hommes non-circoncis.
Les services de santé publique du Royaume-Uni] en comptent plus de 500 nouveaux cas par an,.
L'incidence du cancer du pénis est beaucoup plus élevée dans les pays en développement. 

À titre d'exemple, au Paraguay, en Uruguay, en Inde, Ouganda et au Brésil son incidence est respectivement de 4,2 ; 4,4 ; 3,32 ; 2,8 et 1,5 à 3,7 pour 100 000 hommes,, et dans certaines régions d'Amérique du Sud, d'Afrique et d'Asie il constitue jusqu'à 10 % des tumeurs malignes chez l'homme. Les pays les plus touchés par le cancer du pénis sont ainsi le Paraguay, l'Uruguay, l'Ouganda, le Brésil, l'Inde, l'Égypte et le Kenya. 
C'est chez les Juifs israéliens qu'il est le plus rare (0,1 cas pour 100 000) ; Israël a ainsi le taux de cancer du pénis le plus faible au monde avec une incidence quasi-nulle,,,.
Son incidence cumulée a été estimée à 1 pour 1 437 aux États-Unis et à 1 un pour 1 694 au Danemark.
Considéré comme rare en Europe (0,4 à 0,6 % des cancers de l'homme dans les années 1980) et dans les pays dits développés (1 200 nouveaux cas « seulement » par an aux États-Unis au début des années 2000), il semblait en régression, notamment dans certaines zones de forte prévalence (Inde, Chine).
Cependant, selon les données épidémiologiques analysées en 2013 au Royaume-Uni, le « taux de survie à 1  et   5 ans après le diagnostic » s'est amélioré, mais le nombre de cas déclarés a été en forte et rapide augmentation en 31 ans (de 1979 à 2009) avec la plus grande part de l'augmentation située entre 2000 et 2010, pour des raisons encore incertaines (tout comme le cancer du testicule) ; le nombre de cas de cancer du pénis a augmenté de 20 % en 30 ans selon une étude financée par l'ONG Orchid et publiée dans le journal Cancer Causes Control. Cette augmentation semble aussi constatée dans toute l'Europe.

#### Incidence en France
449 nouveaux cas de cancer du pénis sont estimés en 2021 par l'Agence nationale de santé publique, c'est-à-dire un cas pour cent mille hommes (1 pour 100 000 hommes),,. 
L'incidence est donc mieux connue que par le passé : en 2003, Mottet n'a pas trouvé de données épidémiologiques françaises et récentes sur le cancer du pénis, pas plus que Bastide et al. en 2005. 
En France métropolitaine, pour les cas diagnostiqués entre 2010 et 2015, le taux de survie nette à 5 ans diminue avec l'âge au diagnostic : de 79 % à 50 ans à 60 % à 80 ans. La mortalité en excès est élevée pendant les 3 ans suivant le diagnostic surtout chez les hommes les plus âgés. À 5 ans, la mortalité en excès est faible quel que soit l'âge au diagnostic.

### Facteurs de risques
La déficience immunitaire et certaines infections sont des facteurs de risque, mais :
- il ne semble pas exister de prédisposition génétique pour le cancer du pénis[32],
- aucune prédisposition liée à la couleur de la peau n'a été détectée (aux États-Unis Noirs et Blancs ont autant de risque de développer ce cancer)[33].

#### Infections
- Virus HIV : les hommes séropositifs au VIH ont significativement plus de risque de développer un cancer du pénis qu'un homme non séropositif (8 fois plus selon l'American Cancer Society [34],[35], mais selon une revue d'étude (2023) les études disponibles sont hétérogènes « avec des plans d'étude, des populations et des objectifs variés »[36]. Il en ressort néanmoins « que le VIH influence les caractéristiques de la maladie, avec un risque quatre fois plus élevé de décès par cancer du pénis. De plus, la progression d'une néoplasie intraépithéliale survient plus tôt chez les séropositifs, six ans plus tôt que chez les hommes séronégatifs. Les hommes séropositifs ont une prévalence plus élevée d'infection par le VPH »[36]. L'ethnicité semble aussi jouer un rôle (ainsi, le risque de carcinome du pénis est plus élevé chez les Hispaniques que chez les caucasiens séropositifs)[36].
- Papillomavirus humain (VPH ou HPV) : l'infection par ce virus augmente significativement le risque de cancer du pénis[18]. 
Selon le Center for Disease Control and Prevention (CDC américain), le HPV semble responsable de 800 (soit environ 40 %) des 1 570 cas annuellement diagnostiqués de cancer du pénis aux États-Unis[37],[38] ; le VPH serait responsable de 50,8 % des cancers du pénis dans le monde[réf. souhaitée]. Il y a plus de 120 types de HPV[39]. En 2009, la FDA a autorisé le vaccin quadrivalent anti-VPH chez les hommes, mais il est peu utilisé (vaccination non sexiste mise en œuvre que dans 42 pays en 2023) et on manque d'études sur l'efficacité de ce vaccin contre contre le risque de cancer du pénis et la néoplasie intraépithéliale [40] en termes d'effets des programmes de vaccination masculine là où ils existent[41]. Selon[Qui ?] il faudrait profiter de chaque occasion (consultations médicales, infirmiers scolaires, cours d'éducation sexuelle…) pour recommander la vaccination contre le VPH chez les adolescents et optimiser la couverture vaccinale[41].
- Verrue génitale : elles apparaissent chez 10 % des hommes environ au cours de la vie et sont considérées comme facteur de risque de cancer du pénis non invasif (risque multiplié par 3,7 si elles sont apparues deux ans avant le temps de référence[18] ? Environ la moitié des hommes touchés par un cancer du pénis ont aussi des verrues génitales généralement dues au virus HPV[16].

#### Hygiène déficiente, blessures
- Mauvaise hygiène intime : c'est une cause d'augmentation du risque de développer ce cancer[42],[43] ;
- L'accumulation de smegma : cette substance blanchâtre quand elle s'accumule sous le prépuce semble également accroître le risque de cancer du pénis[34],[22]. L'American Cancer Society émet l'hypothèse que le smegma ne soit pas carcinogénique, mais augmente le risque de carcinome en provoquant l'irritation et l'inflammation du pénis[34].
- Balanite : cette inflammation du prépuce ou du gland du pénis est statistiquement associée à une augmentation (de 3,1 fois) du risque de cancer du pénis[18],[22]. Elle peut être due à une mauvaise hygiène ou à une réaction allergique à certains savons ou à des produits chimiques ou à un état général de santé dégradé (arthrite réactionnelle, infection, diabète[44]… De petites lésions ou abrasions de la peau du pénis augmentent aussi le risque (3,9 fois) de contracter ce cancer ;
- Le phimosis[18] et le paraphimosis[34] sont également considérés comme des facteurs de risque significatif (odds ratio de 38–65) pour le phimosis[18],[22]. Remarque : l'apparition d'un phimosis est aussi l'un des symptômes possibles du cancer du pénis[45] ;
- Le lichen scléroatrophique est une maladie qui cause des taches sur la peau et une dégénérescence de certains tissus (génitaux notamment). Cette maladie encore mal comprise augmente le risque de cancers du pénis[42],[46]. L'étiologie de la maladie étant inconnue, il n'existe pas de conseils préventifs[42] ;
- La circoncision quand elle est pratiquée chez l'adulte est un facteur de risque, alors que pratiquée chez le jeune enfant elle le diminuerait (dans les pays riches au moins)[47],[22],[21],[48]. Ceci laisse penser « la période critique d'exposition aux facteurs étiologiques se fait avant la puberté »[2] ; 
Il a été suggéré que la réduction du risque puisse être liée à la suppression du risque de phimosis[34],[47] et d'accumulation durable de smegma ou d'infection par le HPV[34]. Si elle a été pratiquée à la naissance, elle diminue ce risque de 3,2 fois[49].

#### Autres facteurs de risques, environnementaux
- Tabagisme : fumer et/ou chiquer le tabac est un facteur de risque important et démontré[50],[51],[52] ; 
On suppose que ce sont les produits cancérigènes évacués par l'urine qui augmentent le risque de cancer invasif du pénis. Le risque est multiplié par 1,6 à 6 selon le nombre d'années d'exposition au tabac et selon l'intensité du tabagisme (nombre moyen de cigarettes fumées par jour)[7],[18],[42] ; 4,5 fois en moyenne selon Daling et al. (2005)[53],[52]), de même que pour d'autres types de cancer (du poumon, du larynx, mais aussi de la « zone anogénitale »[54].
- L'exposition aux ultraviolets : les hommes atteints de psoriasis et soignés par PUVA-thérapie et avec du psoralène comme médicament ont un risque accru de cancer du pénis[34],[42].
- L'âge : c'est un facteur de risque, mais qui est commun à de nombreux types de cancer. 
Le cancer du pénis est rare chez les moins de 50 ans ; 4 patients sur 5 sont diagnostiqués pour ce cancer après l'âge de 55 ans[34].

## Classification

### Par types de cancers
95 % de ces cancers sont de type « épidermoïde », que l'on peut classer dans les sous-types suivant :
- basaloïde (4 %) ;
- pustuleux (6 %) ;
- mixte pustuleux-basaloides (17 %) ;
- verruqueux (8 %) ;
- papillaires (7 %) ;
- other SCC mixed (7 %) ;
- carcinomes sarcomatoides (1 %) ;
- autres cas non clairement précisés.

Les autres types de cancers du pénis sont plus rares. Il s'agit alors généralement d'épithéliomes spinocellulaires, de carcinome à petites cellules, de carcinome de Merkel, adénocarcinome à cellules claires, carcinome sébacé ou carcinome basocellulaire. 
Des tumeurs malignes non épithéliales tels que mélanome et sarcomes sont encore plus rares mais possibles.

### Tumeurs positive au HPV
La prévalence du papillomavirus humain (HPV) est élevée dans les cancers du pénis (ce virus est retrouvé dans 40 % des cas environ) ;
Le génotype viral prédominant est alors HPV16 (présent dans 63 % des cas de tumeurs HPV-positives). 
Dans les cancers pustuleux/basaloid le HPV est présent dans 70 à 100 % des cas alors qu'on ne le trouve que dans environ 30 % des autres cas.

## Symptomatologie
Le mode de découverte le plus fréquent et les symptômes observés sont souvent l'apparition d'une bosse indolore, d'un gonflement d'un ganglion (lymphocèle) ou du gland, d'une tumeur externe, ou d'un changement de couleur (teinte bleutée), ou tout ou partie des symptômes suivants : 
- rougeur sur le pénis[44] ;
- rash sur le pénis[44],[45] ;
- écoulements nauséabonds[44],[45] ;
- douleur localisée dans le pénis[44] ;
- excroissance pouvant évoquer une verrue devenant bourgeonnante ;
- plaie (douloureuse ou non) refusant de guérir dans les quatre semaines (pouvant évoquer un ulcère ou une cloque)[45] ;
- saignements apparaissant sur le pénis (ou sous le prépuce)[45] ;
- phimosis[45].

## Pathogenèse
Le cancer du pénis est souvent précédé de phénomènes précurseurs de lésions qui progressent en se développant. 
Pour les cancers induits par le HPV, les séquences sont les suivantes :
1. hyperplasie squameuse ;
2. néoplasie intra-épithéliale ;
3. carcinoma localisé (in situ) ; ou maladie de Bowen, érythroplasie de Queyrat ou papulose bowénoide (maladie sexuellement transmissible rare que l'on pense induite par le papillomavirus de type 16 ;
4. carcinome invasif du pénis.

Dans d'autres cas, des lésions ou non-dysplasiques ou modérément dysplasiques peuvent évoluer directement en cancer. 
Les exemples incluent des « lésions plates » apparues sur le pénis (FPL) et des « verrues vénériennes » (condylomes acuminés).
Dans les cancers à sérologie HPV-négative, le phénomène lésionnel précurseur le plus fréquent est le lichen scléreux (LS).

## Évolution
Comme beaucoup d'affections malignes, mais plus rarement que d'autres cancers, le cancer du pénis (tumeur maligne primaire) peut s'étendre in situ (et alors coloniser les corps spongieux ou caverneux puis l'urètre et la prostate.
Il peut aussi métastaser, c'est-à-dire libérer des cellules cancéreuses dans la lymphe, qui se disperseront vers d'autres parties du corps où elles formeront alors des tumeurs secondaires). L'invasion tumorale se fait en deux stades : 
1. l'envahissement lymphatique est d'abord inguinal puis pelvien ; les métastases sont réputées d'abord gagner des cellules ganglionnaires proches (« ganglions-sentinelles » ou SLN (pour « sentinel lymph node ») du pénis, situées dans les vaisseaux lymphatiques dorsaux du pénis et faisant partie du système lymphatique situé autour de la veine épigastrique superficielle, repéré sur l'imagerie radio sur la vue antéro-postérieure, à la jonction de la tête fémorale et la branche montante du pubis[58] ; quand le système SLN n'est pas encore touché par une métastase, le taux de survie à 5 ans était de 90 % ; quand seul le SLN est touché, la survie à 5 ans était de 70 % alors qu'elle tombait à 50 % si les ganglions inguinaux était touchés, et à 20 % chez les patients ayant déjà des métastases iliaques[58]. Certains auteurs (sur la base d'observations d'évolutions d'épithéliomes spinocellulaires du pénis) estiment que cette théorie des ganglions sentinelles doit être remise en cause car il semble exister d'autres voies de drainage lymphatique profond vers les ganglions inguinaux superficiels et profonds[59] ;
2. une seconde phase correspond au début de la généralisation du cancer[58].

### Stades de développement (clinique)
Ils sont décrits et numérotés comme suit,.
- Stade 0 : carcinome in situ.
- Stade I : le cancer est modérément différencié ou bien différencié mais n'affecte que des tissus connectifs subépithéliaux.
- Stade II : le cancer est moyennement différencié et affecte le système lymphatique ou envahit les structures  internes du pénis ou l'urètre.
- Stade IIIa : invasion profonde du pénis avec métastases dans les ganglions lymphatiques.
- Stade IIIb : invasion profonde du pénis avec métastases dans plusieurs ganglions lymphatiques de la zone inguinale.
- Stade IV  : le cancer a envahi des structures adjacentes du pénis et s'est métastasé dans les ganglions pelviens ou des métastases distantes sont en place.

## Diagnostic
Il est principalement clinique, en commençant par une observation fine (péniscopie, sous loupe grossissante ou colposcope, après application d'acide acétique à 5 %) avec :
- confirmation du caractère cancéreux de la lésion primitive par analyse histologique (avec circoncision si la lésion est limitée au prépuce) ou biopsie chirurgicale réalisées sous anesthésie locale ou générale « la jonction peau saine/ peau pathologique » dans les autres cas[61], en étant répétée à différentes profondeurs pour repérer les limites de la tumeur et/ou  l'association avec d'éventuelles lésions précancéreuses[62]. L'échantillon recueilli doit être de taille et de profondeur suffisante pour confirmer le diagnostic et affirmer le caractère infiltrant de la maladie[63] ;
- évaluation de l'extension en profondeur de la tumeur (infiltration caverneuse, urétrale)[61] ;
- évaluation la longueur de la verge saine en amont de la tumeur[61] ;
- évaluation ganglionnaire (bilatérale), sachant que dans 20 % des cas, les ganglions sont atteints alors qu'aucun symptôme n'est encore détectable (faux négatifs)[61]. Toute adénopathie palpable doit conduire à répéter l'examen après 6 semaines d'antibiothérapie et traitement de la lésion primaire ; l'analyse histologique est seule capable de déterminer la nature d'une adénopathie. L'intérêt de l'étude du ganglion sentinelle en priorité est discuté (car il semble parfois être contourné par les métastases)[61]. « Le risque d'envahissement ganglionnaire dépend du type histologique, du stade tumoral, du grade lésionnel et de la présence d'une invasion lymphatique ou vasculaire. On définit ainsi des patients à risque ganglionnaire faible (pTis, carcinome verruqueux, pTaG1,-G2, pT1 G1), à risque intermédiaire (pT1 G2), à haut risque (≥ pT2 ou G3) »[61]

L'imagerie médicale comprend l'échographie et mieux encore l'IRM pénienne (recommandée dans tous les cas de difficulté à évaluer cliniquement la lésion). 

Concernant l'examen ganglionnaire, le scanner inguinopelvien complète l'examen clinique chez le patient obèse ou en cas de doute au diagnostic. La lymphoscintigraphie peut être faite en complément (malgré 16 % de faux négatif).

Si des métastases sont suspectées (en présence d'adénopathies inguinales palpables par exemple), le scanner thoraco abdomino pelvien est recommandé ; la scintigraphie osseuse est utilisée si des symptômes osseux ou d'hypercalcémie sont détectés. Le dosage du SCC confortera un diagnostic de stade métastatique.

## Pronostic
Il varie considérablement selon les patients et plus précisément selon la taille et l'emplacement de la tumeur.
De manière générale, plus le cancer est diagnostiqué tôt, meilleur sera le pronostic.
Le taux de survie à 5 ans est globalement de l'ordre de 67 % : 85 % pour les stades les plus précoces, il est nettement plus faible lorsque le cancer s'est propagé aux seuls ganglions lymphatiques (stade 3 - 59 %), ou à des régions éloignées (stade 4 - 11 %).

## Traitement
Le traitement proposé varie selon le stade de développement du cancer au moment du diagnostic ; il peut inclure :

la chirurgie, la radiothérapie, la chimiothérapie et un traitement biologique.
Le traitement le plus courant est l'un des cinq types de chirurgie :
- excision locale large ; elle vise à éliminer la tumeur et certains tissus apparemment sains environnants ;
- microchirurgie ; pratiquée sous microscope, elle vise à éliminer la tumeur et aussi peu que possible de tissus sains périphériques ;
- chirurgie au laser ; elle utilise la puissance d'un laser médical pour brûler ou exciser les cellules cancéreuses ;
- circoncision : elle permet de retirer le prépuce où un cancer est en train de se développer ;
- amputation partielle ou totale du pénis ; dite « pénectomie », elle est généralement accompagnée d'une excision des ganglions lymphatiques associés (« curage ganglionnaire »)[65].

Le but du traitement, ses effets secondaires à court et long terme et l'importance de la surveillance doivent être bien expliqués au patient pour s'assurer de sa pleine coopération.
La radiothérapie est souvent utilisée en complément à la chirurgie pour réduire le risque de récidive.

Aux premiers stades de cancer du pénis, une combinaison de topiques chimiques (chimiothérapie et une chirurgie moins invasive peuvent être utilisées.
Aux stades plus avancés du cancer, il faut généralement combiner la chirurgie, la radiothérapie et la chimiothérapie.

## Prévention
Elle vise principalement à améliorer l'hygiène intime et l'évitement d'infections à risque
- la vaccination des garçons contre le VPH est donc importante pour lutter contre ce cancer[30]. Il s'agit même du meilleur moyen de prévention, en tout cas pour le Dr Mario Terlizzi, onco-radiothérapeute et curiethérapeute au centre régional de lutte contre le cancer Gustave-Roussy[30]. Cet effet protecteur était déjà soupçonné depuis au moins une quinzaine d'années[7],[42] ;
- l'utilisation systématique de préservatifs en cas de risque d'infection par le HPV est réputé diminuer le risque, pour les mêmes raisons[7] ;
- une bonne hygiène génitale : lavage quotidien (à l'eau) du pénis, du prépuce et du scrotum pourrait notamment prévenir la balanite et par suite le risque de contracter ce cancer, cependant les savons contenant des additifs doivent être évités ;
- le fait de cesser de fumer semble pouvoir réduire le risque[18] ;
- la circoncision (uniquement si elle est précoce, avant la puberté) semble réduire le risque de cancer du pénis[7],[42],[67],[20],[22], mais avec des résultats comparables à ceux donnés par une bonne hygiène (telle que pratiquée au Danemark où la prévalence de cette maladie est comparable à ce qu'elle est aux États-Unis où la circoncision est couramment pratiquée[68]) 
L'American Cancer Society fait remarquer qu'en raison de la rareté de ce cancer, ni l'American Academy of Pediatrics, ni l'Académie canadienne de pédiatrie ne recommande une circoncision néonatale systématique[34] ;
- la plupart des cas bénins de phimosis ou paraphimosis ou d'infections liés à un phimosis peuvent être réduits par une bonne hygiène intime et en pratiquant régulièrement le retrait du prépuce.